# (4373) Crespo
(4373) Crespo (1985 PB) – planetoida z grupy pasa głównego asteroid okrążająca Słońce w ciągu 3,34 lat w średniej odległości 2,23 j.a. Odkryta 14 sierpnia 1985 roku.